# グレン・オブ・イマール・テリア

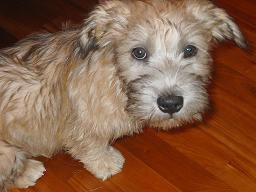
グレン・オブ・イマール・テリア

グレン・オブ・イマール・テリア（英：Glen of Imaal Terrier）とは、アイルランドのウィックロー山脈地域原産のテリア犬種である。犬種名の前に原産国名を冠してアイリッシュ・グレン・オブ・イマール・テリア（英：Irish Glen of Imaal Terrier）とも呼ばれることもある。愛称はグレン。
犬種名は「（アイルランドの）グレン渓谷のテリア」を意味している。

## 歴史
およそ17世紀ごろから存在していた、古いテリア犬種のひとつである。かつてはワーキング・テリアのひとつとしてまとまられていたが、すぐに独立した。グレンは又、あまり著名ではないスコットランド原産のテリア型闘犬種、バウシー・テリア（英：Bowsy Terrier）の作出にも関わったといわれているが、逆にグレンはどんなテリア種にかけ合わせによって生まれたのかということははっきりしていない。
グレンは多目的な用途に用いられた。テリアとしては地中でも地上でも狩りを行うことが出来た。地中猟ではキツネやアナグマなどを狩る。ハウンド犬は伴わず単独で狩りを行い、穴に潜って獲物を閉じ込めて戦い、倒して引っ張り出す。このため、狭い地中でも動きやすくするために胴長短足に改良された。しかし、このこと以外は初期のテリアの特徴をよく残しているといわれる。地上ではネズミを獲るのに使われているが、野ウサギの猟にも使われることもある。野ウサギはまず追い掛け回し、見えなくなってしまったら嗅覚で追跡を行い、狭いところや穴の中に追い詰めて仕留める手法で退治した。
猟犬としてだけでなく、更には合法な闘犬としても使われていた。これはグレンの飼い主が自分の愛犬の勇猛果敢さを自慢しあうために行われていたもので、優勝者には「猟犬育成金」として賞金も出された。
又、変わった使役にも使われていた。今は絶滅してしまったイギリス原産の犬種、ターンスピットのように肉を火であぶるための機械を動かすためにも使われていたのである。その機械を動かすために設置された車軸をハムスターのように走って廻し、肉を刺した棒を回転させて機械も同時に稼動させ、肉を万遍なくあぶらせるというのがその内容である。この他、番犬として見張りにも使われるなど、多才な活躍ぶりを見せていった。
1933年になるとアイルランドのケネルクラブに公認され、ショードッグとしてデビューした。しかし、ショードッグとしての過度の改造が原因で犬質が悪化し、人気はすぐに低迷してしまった。そして1950年にはほぼ絶滅の状態となり、犬種クラブまで解散してしまうという事態にも陥った。しかし、僅かに使役犬として生き残っていた個体が発見され、それをもとに交配を行って復活させ、何とか生き残ることが出来た。基礎となる生き残りの犬を発見するのが幸運にも非常に早かったためより原型に近い形で復活させることが出来、1950年代中に犬種クラブを再結成させるまでに至った。
その後、他国でもその存在が知られるようになり、1994年にはFCIにも公認犬種として登録された。現在でも珍しいテリア犬種の一つではあるが、広い国と地域で飼育されている。原産国では、一部の犬は今も実猟のワーキング・ドッグとして使役されている（闘犬は禁止されているため、現在は使用されていない）。日本では近年国内で仔犬は生まれていないが、個人経由で輸入が行われて飼育されている。
尚、本種は文献や雑誌によっては「残酷な犬」といった旨の肩書き・前文を与えられている場合があるが、これは不適切なものである。この猟犬・闘犬としての闘争本能の高さは、いわゆる「テリアキャラクター」と呼ばれる、多くのテリア犬種に見られる気性で、本種だけに見られるものではない。地中の獲物を戦って殺し、引っ張り出すという狩猟法はスムース・フォックス・テリアやワイアーヘアード・フォックス・テリア、ジャック・ラッセル・テリアなど多くのテリア種の間で行なわれ、猟犬としてだけでなく闘犬としても使われていた犬種もブル・アンド・テリア（ブルテリアの原種）や各サイズのブルテリア、ベドリントン・テリアなどが居り、本種だけが特別にそのように呼ばれる筋合いはどこにも無いからである。
猟犬としては大いに獰猛性を発揮するが、今も昔もペットとして飼育されている時は優しい性格であることに変わりは無い。

## 特徴

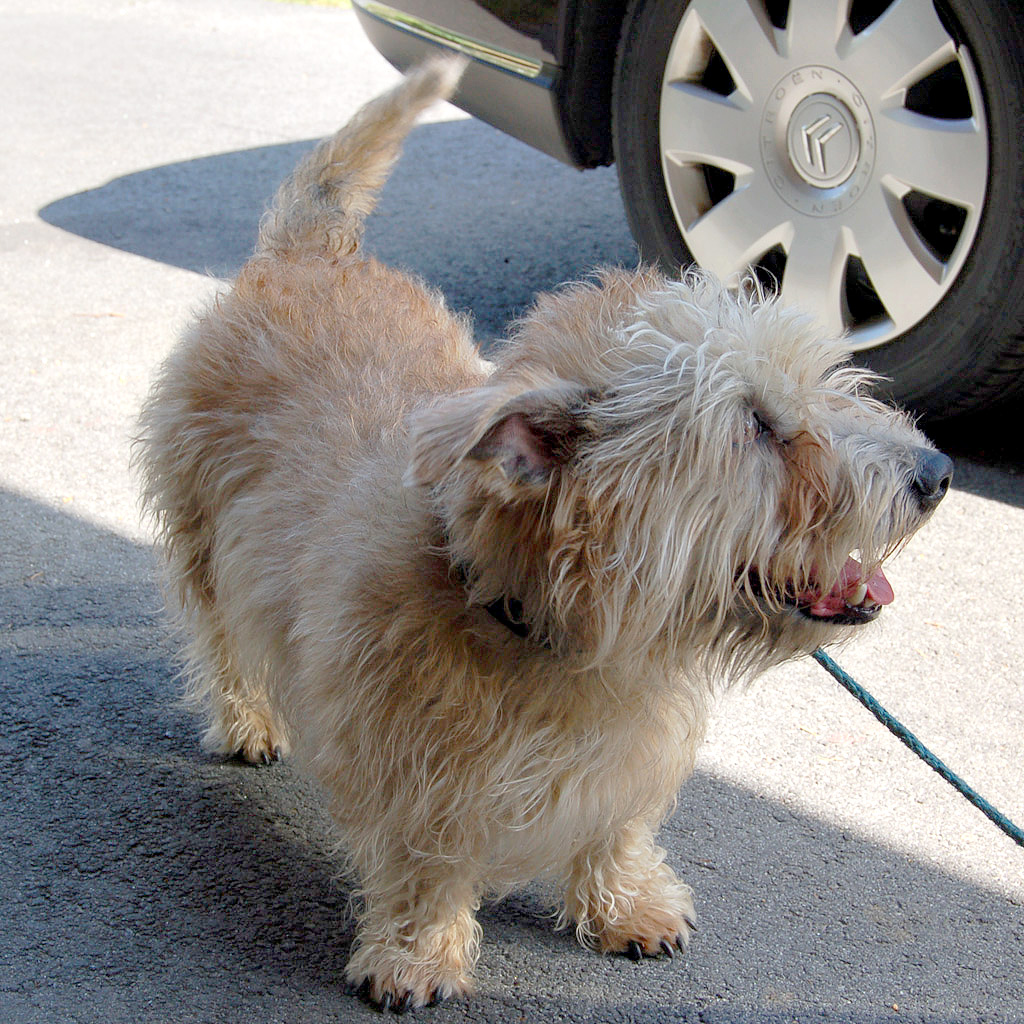
大人のグレン・オブ・イマール・テリア

胴長短足のテリア犬種である。マズルは長く、マズルと額の間は平らである。首は少し太く頑丈で、背はほとんど平ら。耳は半垂れ耳もしくはボタン耳、尾はふさふさした垂れ尾だが、半分の長さに断尾されることもある。コートはロングコートで、毛色はフォーンやウイートン（小麦色）など。体高35.5〜36.5cm、体重15.5〜16.5kgの小型犬で、性格は活発で好奇心旺盛、陽気だが気が強く狩猟本能も旺盛である。猟犬として使われる際は勇猛果敢で攻撃的な性格に変貌するが、普段は人懐こく、子供も大好きで無邪気である。ペットとして出回っている犬は特に攻撃性が低い。猟犬としての性格が発動するのはネズミやウサギなどを見た時や使役されている時で、それが終わると通常の性格に戻る。「テリアキャラクター」というテリア犬種特有の気性の荒さが特に強い犬種で、しつけの飲み込みはやや難しい面もあるが、遊びを交えながら行うことで身につけさせることが出来る。状況判断力は生まれつき良いといわれている。身体能力は見た目に反してよく、走るのも早いが運動量は普通である。胴が長いため椎間板ヘルニアにかかりやすく、抱き方には注意が必要である。胴長の犬種は片手で胸、もう片方の手で腰を抱えて持つのが良い。